# His Majesty’s Armed Forces (Tonga)
Die Tonga Defence Services (TDS), seit 2013 offiziell als His Majesty’s Armed Forces (HMAF; tongaisch Kau Tau ‘a ‘Ene ‘Afio) bezeichnet, sind die Streitkräfte des Königreichs Tonga im Südpazifik. Sie sind dem tongaischen Verteidigungsministerium unterstellt. Die Streitkräfte haben eine Stärke von etwa 450 bis 500 Mann.

## Aufgabe
Die primäre Aufgabe der HMAF ist es, die „Souveränität des Königreich Tonga zu verteidigen“. Zu den weiteren Aufgaben zählen:
- Unterstützung von Behörden zur Sicherstellung des inneren Friedens
- Erfüllung von Aufgaben, die der König von Zeit zu Zeit an die TDS überträgt[3]

Die HMAF wird teilweise durch Sicherheitsabkommen mit Australien, China, Indien, Großbritannien, Neuseeland und den USA unterstützt. Die Streitkräfte haben unter anderem in der Koalition der Willigen (Irak), bei internationalen Einsätzen der ISAF in Afghanistan und der Mission auf den Salomonen mitgewirkt.

## Geschichte
Tonga nahm als Teil der neuseeländischen Expeditionstruppe am Ersten Weltkrieg teil.
Der Tonga Defence Service (TDS) wurde zu Beginn des Zweiten Weltkriegs 1939 ins Leben gerufen. 1943 beteiligte sich Neuseeland an der Ausbildung von zwei tongaischen Kontingenten mit zweitausend Mann, die im Salomonenfeldzug kämpften. Darüber hinaus wurden neuseeländische und US-amerikanische Truppen auf Tongatapu stationiert, das zu einem Sammelpunkt für den Schiffsverkehr wurde.
Am Ende des Zweiten Weltkriegs wurde die TDS aufgelöst, 1946 jedoch neu gegründet.
Im Jahr 2002 wurden TDS-Soldaten als Teil einer multinationalen regionalen Friedenstruppe auf den Salomonen eingesetzt. Im Juli 2004 diente ein fünfundvierzigköpfiges Personalkontingent der TDS auf den Salomonen. Ein drittes Kontingent wurde im Juli 2005 entsandt. Dieses Kontingent bestand aus dreiunddreißig TDS-Soldaten und sollte vier Monate bleiben.
Im März 2003 begannen zwischen Tonga und den Vereinigten Staaten Militär-zu-Militär-Gespräche über die Bereitstellung von Personal für die multinationale Truppe im Irak durch Tonga. Die Unterstützungsvereinbarungen wurden im Mai 2004 abgeschlossen. Fünfundvierzig Royal Tonga Marines unter der Führung des Verteidigungschefs der tongaischen Verteidigungsdienste, Oberst Tau'aika 'Uta'atu, verließen Tonga am 13. Juni 2004. Ab Juli 2004 verstärkten die Royal Tonga Marines die 1. Marine Expeditionary Forces (MEF) in der Provinz Al Anbar im Irak. Die Royal Marines unterstützten die Sicherheits- und Stabilisierungsmission der 1. Marinedivision im Camp Blue Diamond. Die Royal Tongan Marines kehrten im Dezember 2004 aus dem Irak zurück. Im Dezember 2008 beendeten die Tonga Defence Services ihren Einsatz im Irak-Krieg und kehrten in ihre Heimat zurück.
Im Jahr 2006 wurden TDS-Soldaten in Zusammenarbeit mit der örtlichen Polizei zur Bewältigung der Nuku'alofa-Aufstände eingesetzt.
2010 begannen die tongolesischen Truppen mit der Ausbildung im RAF-Regiment zur Vorbereitung der Operationen in Afghanistan; die ersten Truppen wurden im Februar 2011 nach Afghanistan entsandt. Die militärische Größe Tongas lag bei etwa 450 Soldaten, von denen die Hälfte im Afghanistan-Krieg in den Camps Bastion und Leatherneck stationiert war. Während des Überfalls auf Camp Bastion im September 2012 befanden sich Truppen aus Tonga in Wachtürmen ohne Nachtsichtgeräte.
Im September 2013 wurden die Tonga Defence Services offiziell in His Majesty’s Armed Forces (HMAF) umbenannt.
Im April 2014 beendeten die Royal Tongan Marines ihre Mission zur Unterstützung der Operation Enduring Freedom in Afghanistan.

## Aufbau der Streitkräfte
Die HMAF gliedert sich in acht Bereiche, die einem zentralen Kommando unterstehen:
- Hauptquartier
- Joint-Forces-Hauptquartier
- Territorialstreitkräfte
- Landstreitkräfte:
  - Tongan Royal Guards: kompaniegroße Einheit, die für die Sicherheit des Königs verantwortlich ist. Die königliche Garde unterhält eine Musikkorps, das Tonga Royal Corps of Musicians, das bei verschiedenen Anlässen als Militärkapelle dient.
  - Royal Tongan Marines: ein Bataillon der Marineinfanterie mit einem Hauptquartier und drei leichten Infanteriekompanien.
- Marine: verfügt über drei Patrouillenboote der Pacific-Klasse, einen Tanker, ein Landing Craft Mechanised (LCM) und ein Motorboot, die königliche Yacht.
- Luftstreitkräfte: Der 1996 gegründete Air Wing betreibt ein Flugzeug des Typs Beechcraft G.18S für die Seepatrouille und für Such- und Rettungseinsätze sowie ein leichtes Schulflugzeug des Typs American Champion Citabria. Der aktuelle Betriebszustand ist unklar, beide Flugzeuge sind jedenfalls nicht aktiv.
- Trainingsabteilung
- Unterstützungsabteilung

## Galerie

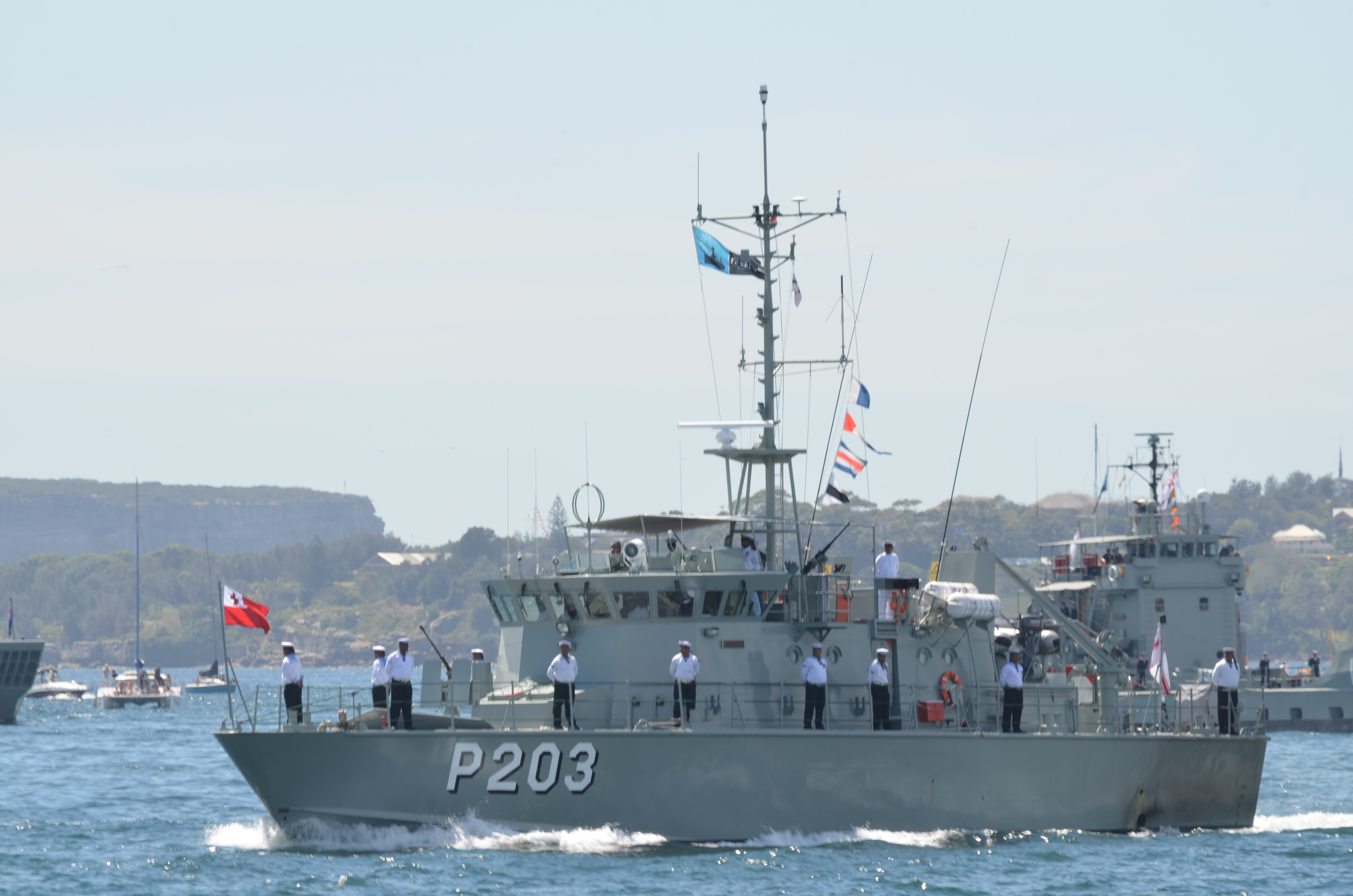
Das tongaische Patrouillenboot VOEA Savea (P203) im Hafen von Sydney, 2013
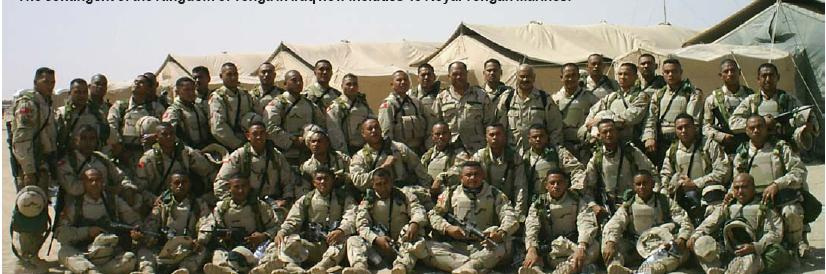
Tongaische Marineinfanteristen im Irak, 2004